# Devonte' Graham

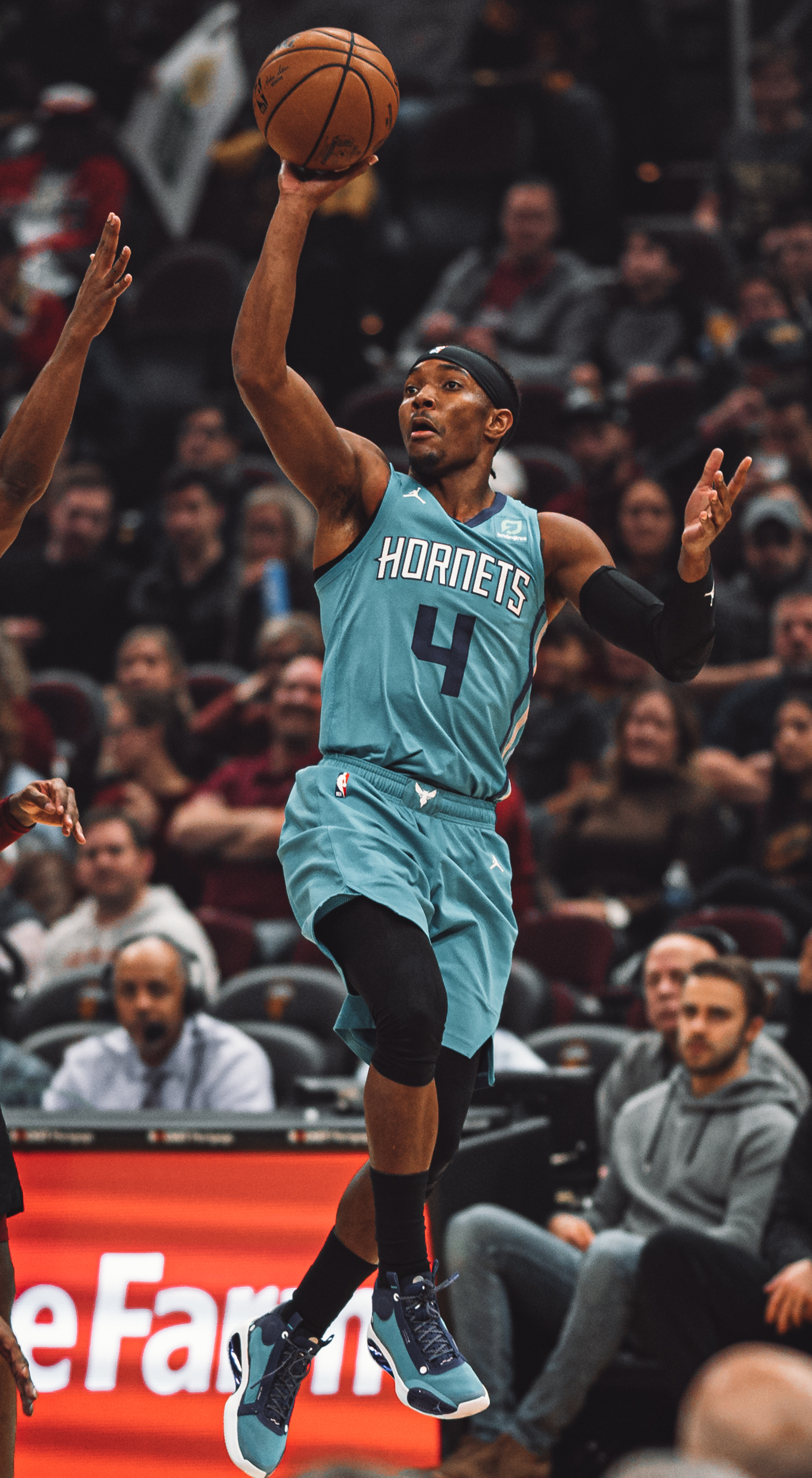
Devonte' Graham, 2019.

Devonte' Terrell Graham, född 22 februari 1995 i Raleigh i North Carolina, är en amerikansk professionell basketspelare (PG) som spelar för Portland Trail Blazers i National Basketball Association (NBA). Han har tidigare spelat för Charlotte Hornets, New Orleans Pelicans och San Antonio Spurs.
Graham draftades av Atlanta Hawks i andra rundan i 2018 års draft som 34:e spelare totalt.
Innan han blev proffs studerade Graham vid University of Kansas och spelade för universitetets idrottsförening Kansas Jayhawks.